# Leya Buchanan
Pour les articles homonymes, voir Buchanan.
Leya Buchanan, née le 17 août 1996 à Mississauga, est une athlète canadienne.

## Carrière
Elle est médaillée d'argent du relais 4 × 100 mètres aux Jeux panaméricains de 2019 à Lima.